# Sosnivka
Sosnivka (ukrainsk: Соснівка, polsk: Sosnówka) er en by i Tjervonohrad rajon i Lviv oblast (region) i Ukraine. Den hører til Tjervonohrad urban hromada, en af hromadaerne i Ukraine. I 2021 havde byen  10.838 indbyggere.
Indtil juni 2019 var Sosnivka administrativt underlagt byen Tjervonohrad og blev derefter overført til Sokal rajon. Rajonen blev nedlagt den 18. juli 2020 som led i den administrative reform i Ukraine, der reducerede antallet af raioner i Lviv Oblast til syv. Området Sokal rajon blev slået sammen med Tjervonohrad rajon.